# Reinaldo Gargano
Reinaldo Apolo Gargano Ostuni (Paysandú, 26 luglio 1934 – Montevideo, 5 febbraio 2013) è stato un politico uruguaiano di origine italiana, esponente del Partito Socialista.

## Biografia
È stato Ministro degli Esteri dal 1º marzo 2005 al 3 marzo 2008 e senatore dal 3 marzo 2008 al 3 marzo 2010.